# Напад на албанске избеглице код Корише
Напад на албанске избеглице код Корише догодио се 14. маја 1999. током НАТО бомбардовања СРЈ. У нападу је са 6 пројектила погођена фарма у близини Корише на којој су се налазиле албанске избеглице. Укупно је у нападу погинуло 87 цивила албанске националности. НАТО је у овом нападу користио термовизуелне бомбе које после удара развијају температуру високу и до 2.000 °C.
Конвој од 55 трактора и једног камиона, претворен у импровизовани камп, нападнут је најпре десет минута пре поноћи, затим 20 минута после поноћи и поново 10 минута пре један сат. Албанске избеглице НАТО пилоти су ракетирали са осам термовизуелних и једном касетном бомбом починивши прави покољ.
Камп је буквално спржен, као и живи људи на лицу места, док су спасилачке екипе сакупљале делове раскомаданих тела и по њивама неколико стотина метара удаљеним од места напада.
Колико су страшне биле последице овог напада НАТО авијације, види се и по томе што су код 15 рањених особа, међу којима је било више деце, извршене ампутације екстремитета, док је пет задобило опекотине другог и трећег степена.
Међу жртвама је било 10 новорођенчади, 26-торо деце узраста до 15 година, 42 особе од 15 до 55 година и три старије особе. Међу рањенима су биле две бебе, 25-торо деце узраста до 15 година, 27 особа од 15 до 55 година и 16 старијих особа.